# Stara Piasecznica
Stara Piasecznica – część wsi Budki Piaseckie w Polsce, położona w województwie mazowieckim, w powiecie sochaczewskim, w gminie Teresin.
Dawniej odrębna wieś i gromada w gminie Szymanów.
W latach 1975–1998 miejscowość administracyjnie należała do województwa skierniewickiego.
Zobacz też: Nowa Piasecznica